# Унитаз

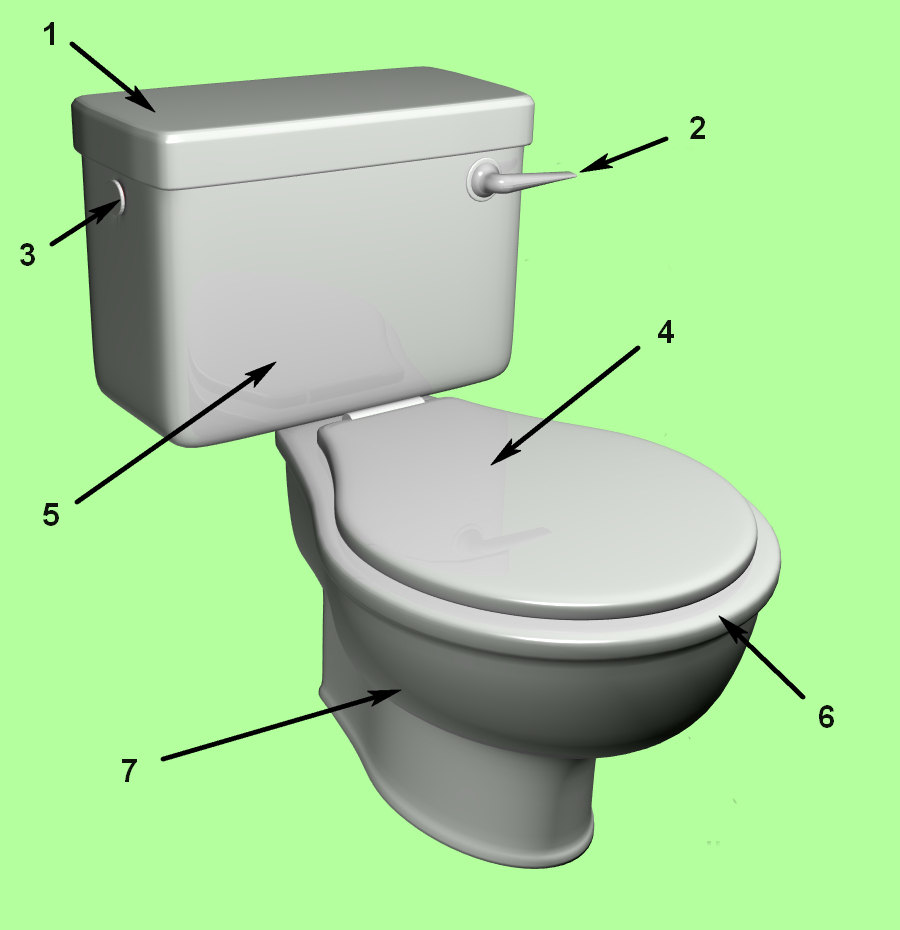
Устройство унитаза: 1) Крышка смывного бачка. 2) Ручка спуска воды. 3) Отверстие под наливной шланг (с заглушкой). 4) Крышка стульчака. 5) Смывной бачок. 6) Ободок сиденья унитаза. 7) Чаша унитаза.

Унита́з — санитарно-техническое приспособление для удаления продуктов дефекации, мочеиспускания и рвотных масс, устанавливаемое в туалетах и снабжённое системой автоматического или полуавтоматического смыва. Обычно изготавливается из сантехнической керамики или нержавеющей стали, в первой половине XX века также делались из чугуна. Конструкция, подобная современному унитазу, впервые изобретена в Китае примерно в I веке до н. э. В Европе подобное устройство впервые появилось в Англии в викторианскую эпоху. Массовое распространение унитазов многократно снизило опасность заражения людей гельминтами и кишечными инфекциями, значительно снизило смертность от инфекционных заболеваний.

## Происхождение русского слова «унитаз»
Имеются две версии происхождения русского слова «унитаз»:
- В 1883 году англичанин Томас Твайфорд[англ.] (фирма Twyford Bathrooms[англ.]) изобрёл новую модель туалета — цельную (компакт), вместо более ранних, включавших чашу и трубу-поддон. Новую модель назвали Unitas[1] — «единство»[2][нет в источнике];
- По версии словаря Ушакова, слово произошло от названия фирмы «Unitas» (лат. единство), производившей данные изделия, и по ассоциации со словом «таз»[3].

## История
Первый, обнаруженный в ходе раскопок во дворце в городском округе Юэян, туалет со смывом был создан около 2400 лет назад. Учёные предполагают, что найденным экземпляром мог пользоваться Цинь Сяогон (381—338 годы до нашей эры) или его отец Цинь Сяньгун (424—362 годы до нашей эры) из царства Цинь, или Лю Бан (256 до нашей эры или 247 до нашей эры — 195 до нашей эры), первый император династии Империя Хань.
Около 1596 года придворный поэт сэр Джон Харингтон изобрёл для английской королевы Елизаветы I унитаз со сливным бачком, установленный в её Ричмондской резиденции. Своему изобретению автор дал название «Аякс» и детально охарактеризовал его в книге «Метаморфозы Аякса», описав все использованные материалы и цены на них. Цена на унитаз Харингтона была по тем временам довольно высокой (шесть шиллингов и восемь пенсов), однако ватерклозеты не получили распространения вовсе не из-за дороговизны, а из-за отсутствия в английской столице водопровода и канализации.
Следующие полторы сотни лет в деле проектирования унитазов царил застой, пока в 1738 году не был изобретён туалет со смывом клапанного типа.
Несколько позже лондонский часовщик Александр Каммингс разработал гидравлический затвор, решавший проблему неприятных запахов, и в 1775 году получил на это устройство патент.
В 1777 году Джозеф Прейзер спроектировал смывной бачок с клапаном и рукоятью.
В 1778 году Джозеф Брама создал чугунный унитаз с крышкой, предотвращающей попадание запахов в помещение.

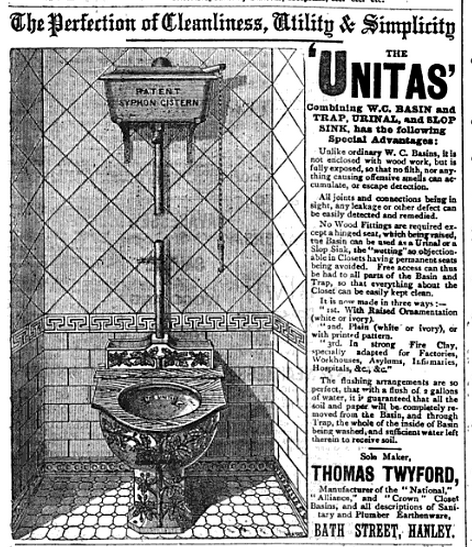
Реклама Твайфорда (1886)

В 1880-е годы Томас Крэппер, обладатель нескольких патентов за сантехнические изобретения, изобрёл устройство дозированного слива воды, и туалет приобрел практически современный вид. Утверждения о том, что Крэппер вошёл в историю не только как выдающийся изобретатель, но и как человек, чья фамилия породила сленговое словечко crap, переводимое как «дерьмо», лишены оснований, поскольку это слово существовало задолго до рождения Креппера.
В 1883 году Томас Твайфорд усовершенствовал модель Креппера, выполнив чашу из более эстетичного фаянса и оснастив конструкцию деревянным сиденьем. Своё творение под названием «Unitas» он представил в 1884 году на Лондонской международной выставке, посвящённой здравоохранению. Изделие «Unitas», то есть единство устремления и исполнения, получило высшую награду — золотую медаль.
В США внедрение унитазов шло медленнее. В музее Сиэтла представлен первый сконструированный в США в 1890 году унитаз. До тех пор унитазы завозились из Европы, и производились свои лицензионные унитазы.
В конце XIX века производителями фаянсовых изделий из России была куплена лицензия для производства унитазов в Российской империи и уже в 1912 году было изготовлено 40 тысяч унитазов.
В 1929 году в СССР было выпущено 150 тысяч унитазов (при населении в десятки миллионов), а в первом пятилетнем плане производство унитазов стояло отдельной строкой: стране нужно было 280 тысяч унитазов в год. Унитаз в те годы представлял собой устройство с чугунным бачком под потолком и ручкой на цепочке, их до сих пор[когда?] можно встретить в коммунальных квартирах по всей территории бывшего СССР. Позже стали производить унитазы из фаянса — это было гораздо гигиеничнее.

## Разновидности унитазов
По виду установки унитазы различают на: напольные, подвесные (настенные) и приставные.
- Напольные унитазы делятся на унитазы с бачком (унитазы-компакты), отдельно стоящие унитазы, унитазы с полным примыканием к стене (приставные), чаши «Генуя» (или турецкие унитазы, предназначенные для дефекации в позе на корточках).

- Подвесные предполагают наличие в стене скрытого бачка или системы слива без бачка. В последнем случае смыв осуществляется напрямую водой из водопровода, без накопления в бачке — используется специальный клапан, часто это электромагнитный клапан, а кнопка смыва исключительно электрическая.

- Приставные (пристенные) — устанавливаются на полу, вплотную к стене, отсюда и такое название. По сути, данная конструкция является симбиозом напольного и подвесного унитаза.

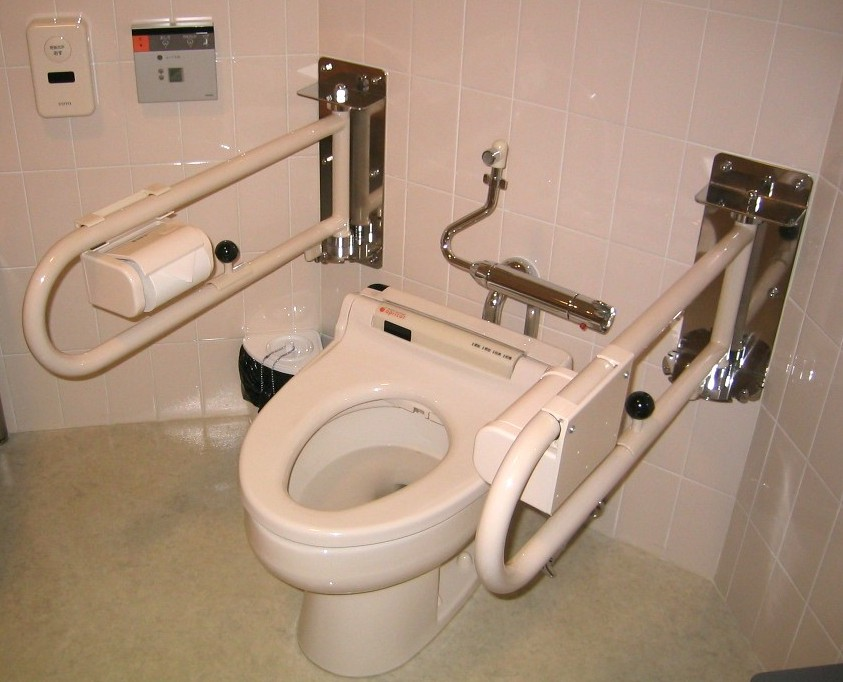
унитаз с поручнями для пожилых и инвалидов, также для людей с переломом ноги

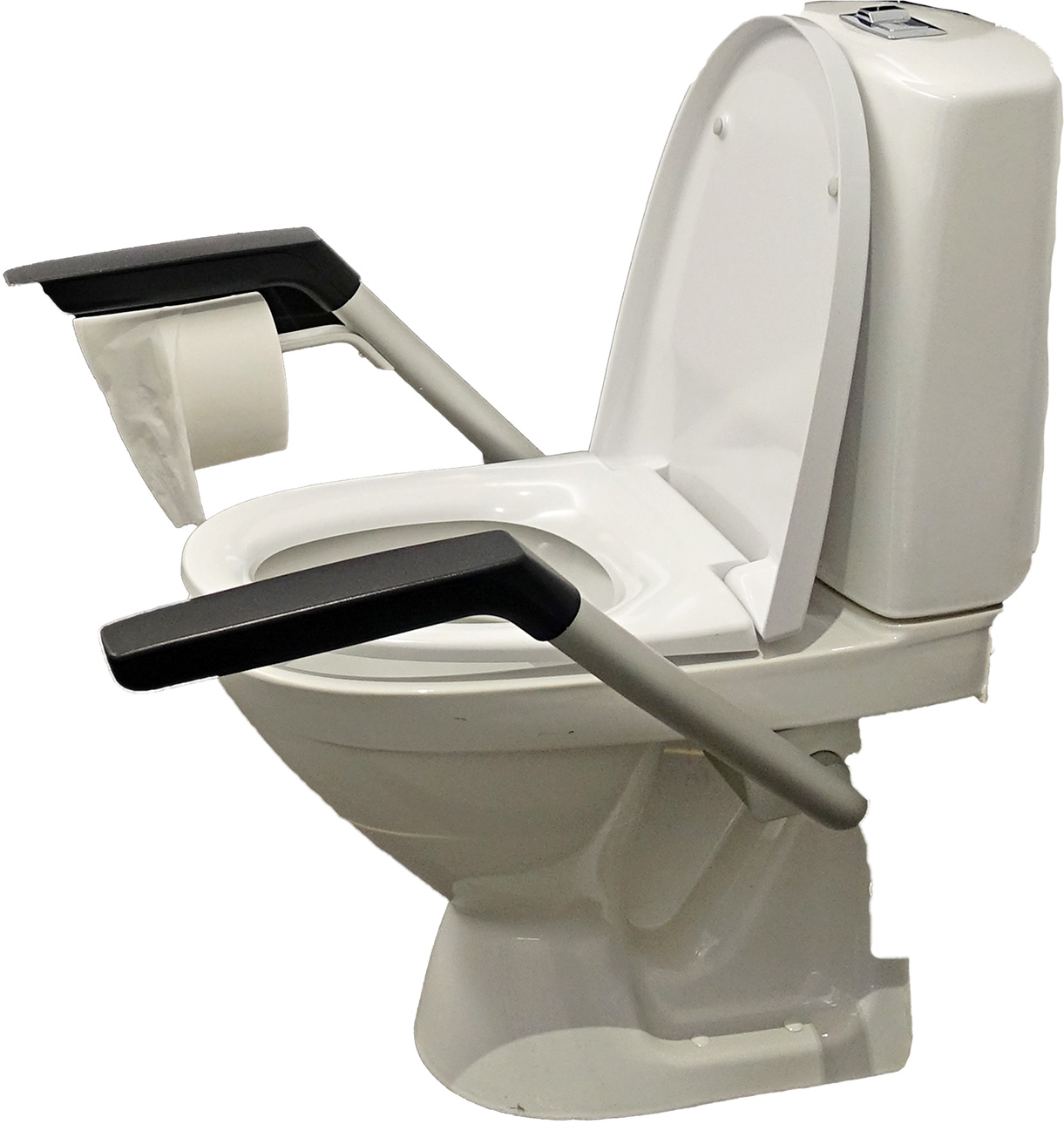
Унитаз с поручнями в Финляндии

Бывают с горизонтальным, вертикальным, наклонным (косым) или сифонным (американский тип) сливом.
Делаются с нижней, боковой или задней подводкой воды к бачку.
Предлагаются с дополнительными свойствами глазури: антибактериальные (с добавлением серебра) и антигрязевые (водоотталкивающая глазурь, покрытая гидрофобным покрытием).
Технологически продвинутые унитазы обладают функциями удаления неприятных запахов, автоматического смыва, подогрева сиденья, мытья (как в биде, это система «унитаз-биде») интимных частей, сушки феном и даже проигрывания записи звука смываемой воды (для особо стеснительных пользователей, не желающих распространения звуков при метеоризме и в то же время стремящихся экономить воду). Для удобства пользования может применяться система «антивсплеск» — конструкция чаши унитаза, предотвращающая появление брызг воды при смыве и при падении твёрдых отходов жизнедеятельности.

## Конструкция

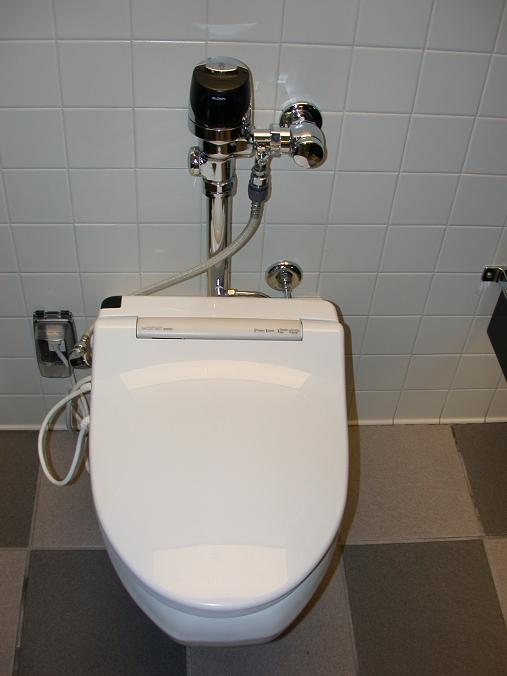
Унитаз без бачка

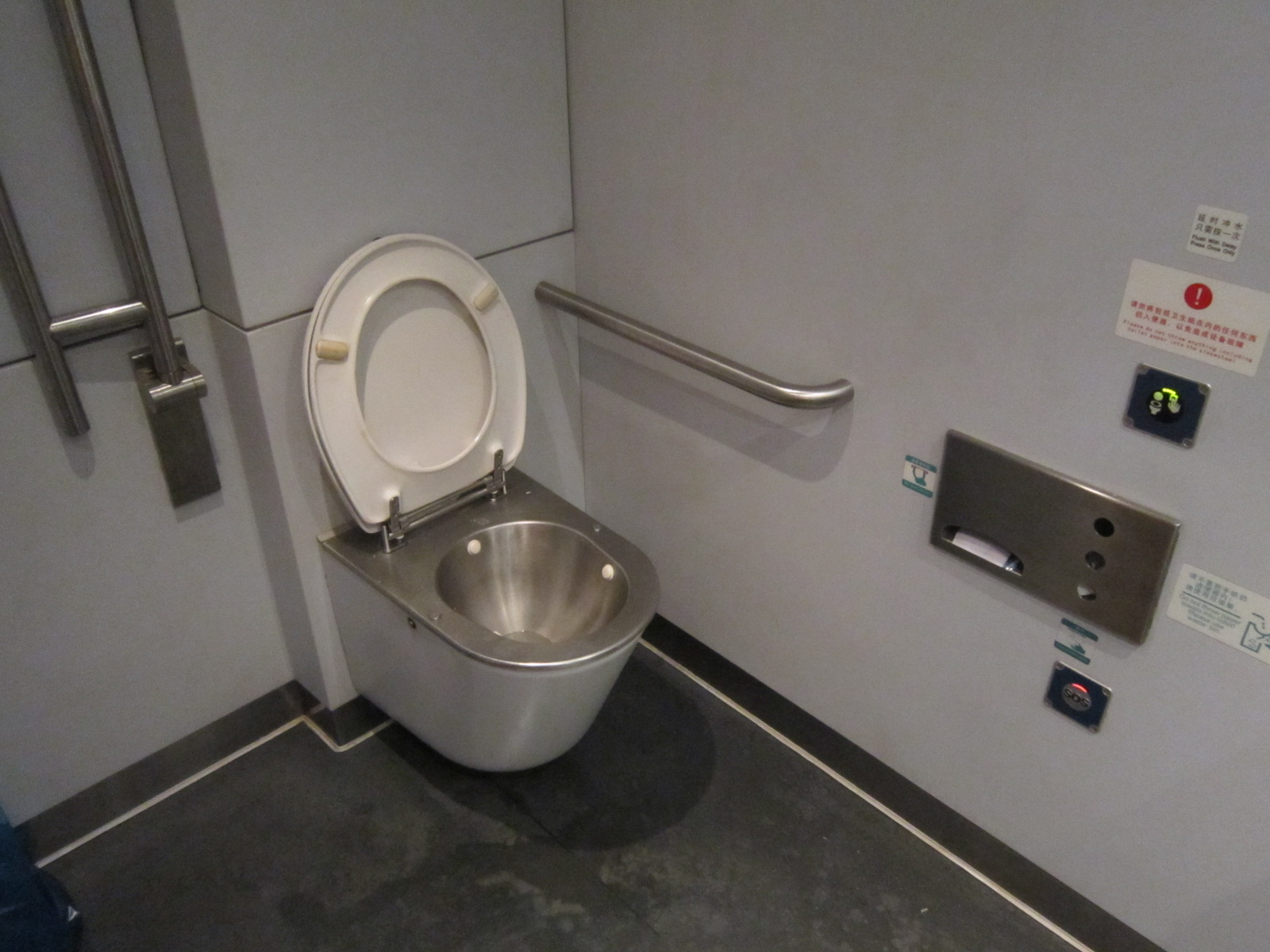
Настенный вакуумный унитаз поезда

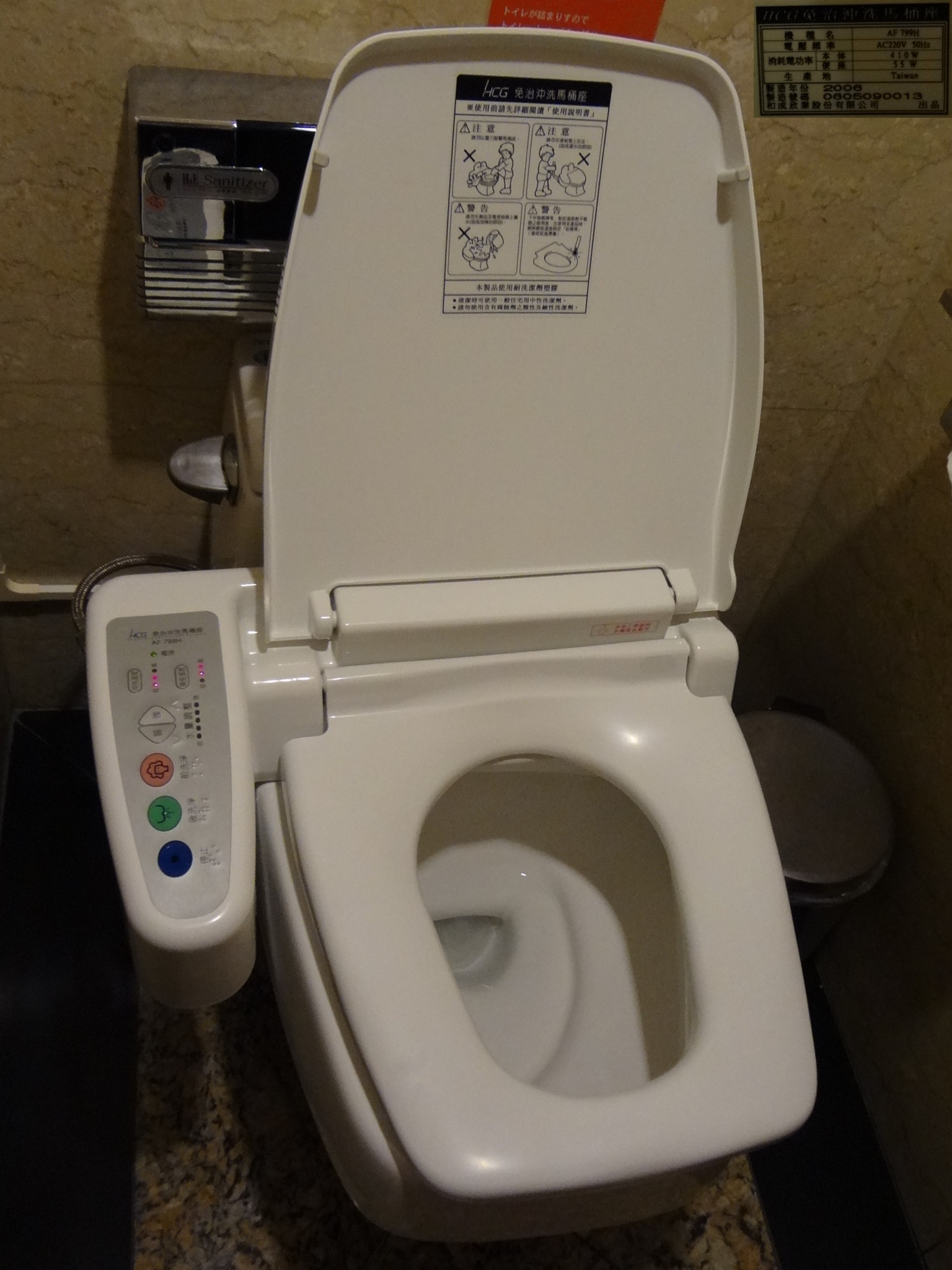
Унитаз с электронным управлением

Основные части унитаза — чаша, сливной бачок и стульчак (сиденье) с крышкой. Существуют унитазы без сливного бачка, вместо которого используется смывной кран.
Существуют унитазы с отдельно расположенным бачком, с бачком, устанавливаемым на полочку (так называемый компакт), и монолитные. Отдельно расположенные бачки требуют установки между бачком и чашей соединительной трубы. Более ранние конструкции унитазов предполагали установку бачка на высоте около 2 м для формирования потока воды достаточно большой скорости. Впоследствии такая конструкция была вытеснена унитазами-компактами, более простыми в установке и обслуживании. Существуют также унитазы, предполагающие скрытую установку бачка.

### Чаша
Унитаз в процессе производства отливается таким образом, чтобы видимая открытая часть чаши плавно переходила в находящийся в глубине чаши сифон (обеспечивает водяной, то есть гидравлический затвор для газов, образующихся и скапливающихся в канализационной системе), который далее плавно переходит в «выпуск» (фактически выпускной патрубок).
Конструктивно, по направлению выпуска, унитазы делятся на две основные группы — с «горизонтальным» выпуском и с «вертикальным» выпуском:
Унитазы с «горизонтальным» выпуском — выпуск такого унитаза обычно расположен с тыловой части чаши и направлен назад. Собственно выпускной патрубок заметно выступает из корпуса унитаза, причём ось выпуска расположена параллельно или под небольшим углом вниз к плоскости пола (или перекрытия). Унитазы с выпуском, смотрящим вниз, часто называют «унитазами с косым выпуском».
Такие унитазы распространены в первую очередь в Европе, включая Россию и СНГ. Исторически это связано с тем, что разводка лежаков канализационных труб здесь осуществлялась, как правило, по перекрытию, обычно вдоль стен (или перегородок). И унитазы с горизонтальным выпуском устанавливают так же, как правило, у стены, под прямым углом к ней.
Выпускной патрубок такого унитаза соединяется с канализационной трубой обычно специальной манжетой. К полу (перекрытию) эти унитазы крепятся через специальные отверстия в ножке чаши с помощью шурупов с дюбелями или анкерами. Для установки же унитаза второго типа с выпуском вниз в случае, когда канализационные трубы расположены поверх перекрытия, уровень пола под унитазом пришлось бы приподнять не менее, чем на 15—20 см выше уровня перекрытия, чтобы скрыть канализационный лежак, что не всегда допускает дизайн туалета и смежных помещений (получаются разновысокие полы). Для соединения таких выпусков с отводами применяется эксцентриковая манжета.
Унитазы с «вертикальным» выпуском имеют встроенный выпускной патрубок, направленный вниз, скрытый, как и сифон, в основном корпусе чаши унитаза. Такие унитазы распространены в США и ряде других стран Америки. Здесь издавна разводка лежаков канализационных труб осуществлялась под перекрытием вне привязки к стенам и перегородкам (совместно с разводкой вентиляционных и других инженерных систем). Затем эти инженерные коммуникации закрывались подшивным или подвесным, как в настоящее время, потолком.
Унитаз второго типа с выпуском вниз в этом случае можно установить под любым углом к стенам в любом месте помещения, хоть в середине комнаты. Для этого в полу монтируется специальный стандартный винтовой фланец с фиксатором (унитаз снабжён соответствующей стандартной ответной частью) и с круглым отверстием посредине, в которое заведён торец канализационной трубы.
Унитаз монтируется путём установки на фланец с последующим поворотом на небольшой угол до фиксации. При этом, так как выпускной патрубок «смотрит» вниз, при монтаже унитаза он прижимается к торцу канализационной трубы через специальное уплотнительное кольцо. Конструкция винтового фланцевого соединения позволяет демонтировать и поменять унитаз за считанные минуты. Само место соединения унитаза с полом после его установки не видно, поэтому такой унитаз выглядит эстетично и с тыла, то есть со стороны бачка, что и обеспечивает возможность его установки внутри помещения произвольным образом.

### Смывной бачок
Бачок предназначен для подачи необходимой для очистки чаши унитаза порции воды. Бачки унитазов-компактов обычно изготавливаются из керамики, в то время как отдельно расположенные бачки могут изготавливаться из пластмассы, чугуна, нержавеющей стали и других материалов.
В бачке монтируется механизм наполнения и механизм спуска (всё вместе это объединено под термином «арматура»). Для наполнения унитаза используется поплавковый клапан, который перекрывается после достижения необходимого уровня воды. Патрубок для подключения к водопроводу может располагаться как на боковой поверхности (бачок с боковой подводкой воды), так и в нижней части бачка (с нижней подводкой).
Механизм спуска бывает двух типов: сифонный и с использованием груши. Сифонный спуск использовался в бачках высокой установки — в нём при спуске после отпускания сливного рычага вода продолжает течь за счёт сифонного эффекта. Такая конструкция работает достаточно шумно.
У низкорасположенных бачков в спускном механизме используется резиновая груша, которая всплывает при активации слива и возвращается на место, перекрывая сливное отверстие, только после опорожнения бачка. Для защиты от перелива требуется дополнительный патрубок, который может быть как совмещённым с грушей, так и выполненным в виде отдельного узла. Также распространение получают двухрежимные механизмы слива, которые позволяют слить как весь объём воды бачка, так и определённую его часть.

### Стульчак
Исторически первые сиденья и крышки были деревянные, покрытые лаком. В настоящее время более распространены пластиковые конструкции — они гигиеничнее, иногда также стульчак изготавливается из нержавеющей стали. Сиденья и крышки различаются качеством пластика и конструкцией крепежа. В большинстве случаев к одной и той же модели унитаза можно подобрать несколько стульчаков: так называемые мягкий, полужёсткий и жесткий. Крепёж стульчака к чаше может быть металлическим или пластиковым, различных конструкций. Существуют модели с подогревом сиденья, также тканые мягкие чехлы на сиденья, которые нужно периодически стирать.
На крышку унитаза нельзя вставать ногами — она не рассчитана на давление, создаваемое ступнями взрослого человека.